# 하이메 세바요스
하이메 세바요스(스페인어: Jaime Zevallos)는 페루 태생의 미국 배우이다.